# Rudnik nad Sanem (gemeente)
De gemeente Rudnik nad Sanem is een stad- en landgemeente in het Poolse woiwodschap Subkarpaten, in powiat Niżański.
De zetel van de gemeente is in Rudnik nad Sanem.
Op 30 juni 2005, telde de gemeente 10 305

## Oppervlakte gegevens
In 2002 bedroeg de totale oppervlakte van gemeente Rudnik nad Sanem 78,71 km², waarvan:
- agrarisch gebied: 45%
- bossen: 45%

De gemeente beslaat 10,02% van de totale oppervlakte van de powiat.

## Demografie
Stand op 30 juni 2004:
| Opis                           | Ogółem   | Ogółem | Kobiety  | Kobiety | Mężczyźni | Mężczyźni |
| Opis                           | inwoners | %      | inwoners | %       | inwoners  | %         |
| ------------------------------ | -------- | ------ | -------- | ------- | --------- | --------- |
| inwoners                       | 10 087   | 100    | 5174     | 51,3    | 4913      | 48,7      |
| bevolkingsdichtheid (inw./km²) | 128,2    | 128,2  | 65,7     | 65,7    | 62,4      | 62,4      |

In 2002 bedroeg het gemiddelde inkomen per inwoner 1175,74 zł.

## Administratieve plaatsen (sołectwo)
Chałupki, Kopki, Przędzel, Przędzel-Kolonia.

## Aangrenzende gemeenten
Jeżowe, Krzeszów, Nisko, Nowa Sarzyna, Ulanów